# Lolfod
Lolfod (på dansk) eller Lollfuß (på tysk) er navnet på en gade og bydel i Slesvig by i det nordlige Tyskland, beliggende vest for byens centrum. Mod nord afgrænses bydelen af Nystaden. Mod vest forbinder Gottorpdæmningen bydelen med Frederiksberg. 
Lolfod er første gang nævnt 1599. Forleddet lol henviser til oldnordisk lā om vandet, der skyller op mod strandbredden (sml. Lolland). Den jyske form er lo. Forleddet kan også  forklares ved de mange vandkilder (≈loller), som tidligere fandtes i området omkring Lolfod og hen imod Munkebrogade. Efterleddet fod  henviser til Lolfods tidligere fodformede udseende, før den nuværende Gottopdæmning lukkede Gottorp Borgsøs åbning til Slien. I 1600-tallet udviklede sig den mellem Gottorp Slot og Slesvig liggende landsby til en større forstad til Slesvig. Antallet af bygninger steg fra 30 i 1630 til 106 i 1650.  I 1651 blev Lolfods dødegilde (Lollfusser Beliebung) oprettet, som fungerede som begravelseskasse og eksisterer den dag i dag. I 1711 blev Lolfod sammen med Hønsehuse og Frederiksberg (Kratbjerg) indlemmet i den kombinerede købstad Slesvig og udgjorde købstadens 7. kvarter. Domteglgård (Domziegelhof) ud mod Slien hørte dog under Slesvig Domkapitel og kom først 1737 under købstadens administration. 
I Lolfod findes der flere historiske bygninger såsom den Scheelske Gaard (på tysk Heespenhof≈Heespengård), som blev bygget i 1754 og som ejedes senere af den danske udenrigsminister Ludvig Nicolaus von Scheele. Bygningen huser nu Slesvig byret. På Byvejen findes det såkaldte Præsidentkloster. Bygningen blev opført i 1656 af den gottorpske kansler Kielmann af Kielmannsegg som fattighus. Ifølge stiftelsesdokumentet fra 1663 var præsidentklosterets tolv kamre tiltænkt fem mænd og fem kvinder samt tjenestefolk. Bygningen huser nu et artotek med outsiderkunst. Det forhenværende Byteater blev nedrevet i 2015. Af danske institutioner i bydelen kan nævnes Slesvighuset, som fungerer som byens danske forsamlingshus. Det gamle toldhus overfor Slesvighuset er nu indrettet som hotel og restaurant. I 2016 blev der på initiativ af en gruppe Lolfod-boere etableret Lolfod mytesti (Lollfußer Mythenpfad) som oplevelsessti med kulturobjekter med tilknytning til den nordiske mytologi.
Kvarteret lå i Michaelis Sogn (Arns Herred), da området tilhørte Danmark. Sognekirken lå lidt uden for Lolfod på Mikkelsbjerg. Sankt Michaelis Kirken blev bygget omkring 1100 og var tidligere landsdelens eneste romanske rundkirke. 

## Galleri
- Toldhuset
- Slesvighus
- Scheelske Gaard (Heespengaard), nu Slesvig Byret